# Georg Henrik von Wright
Georg Henrik von Wright (AFI: [je:ɔrj hɛn:rik fɔn-vrik:t]) fue un filósofo finlandés (Helsinki, 14 de junio de 1916-16 de junio de 2003) fundador de la lógica deóntica contemporánea. Publicó en inglés, finés, alemán, y en su lengua materna, el sueco. Tenía ascendencia escocesa.
Los escritos de von Wright se encuadran en dos grandes categorías.
La primera es la filosofía analítica y la lógica filosófica en el sentido anglo-estadounidense. En 1951 su libro, An Essay in Modal Logic and Deontic Logic [Un ensayo sobre la lógica modal y la lógica deóntica], fueron hitos en el aumento de la posguerra de la lógica modal formal y su versión deóntica. Como estudioso de Ludwig Wittgenstein, participó junto a él como colaborador en algunas de sus publicaciones y colaboró en la edición de parte de su obra póstuma.
Fue la figura principal en la filosofía de Finlandia de su tiempo. Orientó sus investigaciones y reflexiones hacia los campos de la lógica filosófica, el análisis, la filosofía del lenguaje, la filosofía de la mente, y el estudio minucioso de Charles Sanders Peirce.
En cuanto a los contenidos acerca de la moral, se inscribió en la corriente pesimista. Durante los últimos veinte años de su vida, bajo la influencia de Oswald Spengler, Jürgen Habermas y las reflexiones de la Escuela de Frankfurt sobre la racionalidad moderna, escribió prolíficamente. Su texto más conocido de este período se titula «The Myth of Progress» [El mito del progreso], en donde cuestiona nuestro aparente progreso material y tecnológico, en razón de poder ser considerado verdaderamente «progreso».

## Obras
- El problema de la lógica de la inducción (The Logical Problem of Induction), tesis de doctorado, 31 de mayo de 1941
- El empirismo lógico (Den logiska empirismen), en sueco, 1945
- Sobre la Probabilidad (Über Wahrscheinlichkeit), en alemán, 1945
- Ensayo sobre Lógica Modal (An Essay in Modal Logic), 1951
- Tratado de Inducción y Probabilidad (Treatise on Induction and Probability), 1951
- Lógica Deóntica (Deontic Logic), 1951
- Pensamiento y predicación (Tanke och förkunnelse), en sueco, 1955
- Estudios lógicos (Logical Studies), 1957
- Lógica, Filosofía y Lenguaje (Logik, filosofi och språk), en sueco, 1957
- Las variedades de la bondad (The Varieties of Goodness), 1963. Conferencias Gifford 1958-60 en la Universidad de St. Andrews.[2] Wright consideró ésta como su mejor obra.
- Norma y Acción (Norm and Action), 1963 (1958-60 Gifford Lectures, St. Andrews)[3]
- La lógica de la preferencia (The Logic of Preference), 1963
- Ensayo sobre la naturaleza, el hombre y la revolución científico-tecnológica (Essay om naturen, människan och den vetenskapligt-tekniska revolutionen), en sueco, 1963
- Ensayo sobre Lógica Deóntica (An Essay in Deontic Logic), 1968
- Tiempo, Cambio y la contradicción (Time, Change and Contradiction), 1969
- Las dos tradiciones de la filosofía de la ciencia (Tieteen filosofian kaksi perinnettä), en finés, 1970
- Explicación y comprensión (Explanation and Understanding), 1971
- Causalidad y Determinismo (Causality and Determinism'), 1974
- Acción, Norma e Intención (Handlung, Norm und Intención), en alemán, 1977
- Humanismo como un enfoque a la vida (Humanismen som livshållning), en sueco, 1978
- Libertad y determinación (Freedom and Determination), 1980
- Wittgenstein, 1982
- Artículos Filosóficos I-III (Philosophical Papers I-III), 1983-1984
- Tratados Filosóficos (Filosofisia tutkielmia), en finés, 1985
- Ciencia y Razón (Vetenskapen och förnuftet), en sueco, 1986
- El búho de Minerva (Minervan pöllö), en finés, 1991
- El mito del progreso (Myten om framsteget), en sueco, 1993
- El árbol del conocimiento (The Tree of Knowledge), 1993
- Comprender a los contemporáneos (Att förstå sin samtid), en sueco, 1994
- Seis ensayos de lógica filosófica (Six Essays in Philosophical Logic), 1996
- El fin de los tiempos. Un experimento de pensamiento (Viimeisistä ajoista. Ajatusleikki), en finés, 1997
- Lógica y Humanismo (Logiikka ja humanismi), en finés, 1998
- A la sombra de Descartes (In the Shadow of Descartes), 1998
- Mi vida como yo la recuerdo (Mitt liv som jag minns det), en sueco, 2001

Obras de Wittgenstein en las que von Wright colaboró en la edición, publicadas por Blackwell salvo indicación en contrario:
- Cuadernos 1914-1916, 1961
- Zettel, 1967.
- Sobre la certeza(On Certainty), 1969.
- ProtoTractatus. Una primera versión del «Tractatus Logico-Philosophicus». Cornell University Press, 1971.
- Cartas a C.K. Ogden, con comentarios sobre la traducción al inglés del Tractatus Logico-Philosophicus, 1973.
- Cartas a Russell, Keynes y Moore, 1974.
- Observaciones sobre los fundamentos de las matemáticas (Remarks on the Foundations of Mathematics), 1978 (1956).
- Observaciones sobre la filosofía de la psicología (Remarks on the Philosophy of Psychology). Vols 1 y 2, 1980
- Cultura y valor (Culture and Value), 1980.
- Últimos escritos sobre la filosofía de la psicología (Last Writings on the Philosophy of Psychology), vol. 1 (1982) y vol. 2 (1992).